# Schönwies
Schönwies  är en ort och kommun i distriktet Landeck i förbundslandet Tyrolen i Österrike. Den ligger längs floden Inn.